# Asura hilara
Asura hilara là một loài bướm đêm thuộc phân họ Arctiinae, họ Erebidae.